# Sand Grain Studios
Sand Grain Studios — частная компания, специализирующаяся на разработке и портировании компьютерных игр. Располагается в четвертом секторе города Бухарест, Румыния. 

## История компании
Sand Grain Studios была основана в Румынии в 2002 году. Наиболее известные разработки относятся к линейке игр Cabela’s, выпущенных по лицензии известного бренда Cabela's, производящего принадлежности для охоты, рыбалки и путешествий. 
Первой игрой студии стала Cabela's Big Game Hunter, изданная для PlayStation 2 в 2002 году. Часто Sand Grain Studios сотрудничала с двумя другими румынскими студиями — FUN Labs и Magic Wand Productions: участвуя с ними в совместной разработке или портируя их продукцию на одну из платформ.
Помимо этого, Sand Grain Studios производила игры по лицензии другой фирмы, финского ритейлера Rapala, — они относились к симуляторам рыбалки. 
Все игры компании издавались преимущество издательством Activision. 
Последние проекты компании относятся к 2009 году: охотничий симулятор Cabela’s Outdoor Adventures (Sand Grain Studios разработала версию для PS2) и ролевая игра Chaotic: Shadow Warriors, самостоятельно разработанная Sand Grain для Xbox 360, PS3 и Wii (параллельно вышел отдельный вариант для Nintendo DS). Дальнейших известий о работе компании после 2009 года не было.

## Разработанные игры
- 2002 — Cabela's Big Game Hunter (только версия для PlayStation 2)[2]

- 2003 — Cabela's Deer Hunt: 2004 Season (версия для PlayStation 2; Xbox версия разработана FUN Labs)[3]

- 2003 — Cabela’s Big Game Hunter 2004 Season (версия для PlayStation 2; Xbox версия разработана FUN Labs)[4]

- 2003 — Cabela’s Dangerous Hunts (версия для PlayStation 2; Xbox и ПК-версии — FUN Labs)[5]

- 2004 — Cabela’s Deer Hunt: 2005 Season (версия для PlayStation 2; Xbox-версия — FUN Labs, ПК-версия — Magic Wand)[6]

- 2004 — Cabela's Big Game Hunter 2005 Adventures (версия для PlayStation 2; Xbox-версия — FUN Labs, GC и ПК-версии — Magic Wand)[7]

- 2004 — Rapala Pro Fishing (версии для PlayStation 2 и PSP; Xbox-версия — FUN Labs, ПК-версия — Magic Wand)[8]

- 2005 — Cabela's Outdoor Adventures (версия для PlayStation 2; Xbox-версия — FUN Labs, GC-версия — Magic Wand)[9]

- 2005 — Sea World: Shamu's Deep Sea Adventures (PlayStation 2, Xbox, GameCube)[10]

- 2005 — Cabela's Dangerous Hunts 2 (версии для GameCube, PlayStation 2, Windows; Xbox-версия — FUN Labs)[11]

- 2005 — Cabela's Dangerous Hunts: Ultimate Challenge (PlayStation Portable; совместно с FUN Labs)[12]

- 2006 — Cabela's Alaskan Adventures (Cabela's Big Game Hunter: Alaskan Adventure — 10th Anniversary Edition) (версия для PlayStation 2; версия для Xbox 360 — FUN Labs, ПК — Magic Wand)[13]

- 2006 — Cabela's African Safari (версии для PlayStation 2 и PSP; версия для Xbox 360 — FUN Labs, ПК — Magic Wand)[14]

- 2006 — Harley-Davidson: Race to the Rally (версия для PlayStation 2; версия для ПК — FUN Labs)[15]

- 2007 — Cabela's Monster Bass (PlayStation 2)[16]

- 2007 — Cabela's Trophy Bucks (Cabela's Big Game Hunter: Trophy Bucks) (PlayStation 2 и Wii; версии для Xbox 360 и ПК — FUN Labs)[17]

- 2007 — Cabela's Big Game Hunter (Cabela's Big Game Hunter 2008) (PlayStation 2; Wii — Sand Grain, Xbox 360 — FUN Labs)[18]

- 2007 — The History Channel: Battle for the Pacific (версия для PlayStation 2; версия для Wii — Magic Wand[19]; версия для X360, PS3 и ПК — Cauldron HQ)

- 2008 — NPPL Championship Paintball 2009 (версии для PlayStation 2, PlayStation 3; Xbox 360 — FUN Labs[20]; Wii — Magic Wand[21])

- 2008 — Rapala's Fishing Frenzy (PlayStation 3 и Xbox 360; Wii-версия — Magic Wand)[22]

- 2008 — Cabela's Legendary Adventures (PSP-версия; PS2 и Wii — FUN Labs)[23]

- 2008 — Cabela's Dangerous Hunts 2009 (PlayStation 2, PlayStation 3; Wii и Xbox 360 — FUN Labs)[24]

- 2009 — Cabela’s Outdoor Adventures (версия для PlayStation 2; PS3, X360, Wii, ПК — FUN Labs)[25]

- 2009 — Chaotic: Shadow Warriors (Xbox 360, PS3, Wii)[26]

- 2009 — Chaotic: Shadow Warriors (отдельная игра для Nintendo DS)[27]